# Young Americans (documentário)
Young Americans é um documentário americano de 1967 dirigido por Alexander Grasshoff e que narra as experiências de viagem do coral Young Americans. Foi premiado com o Oscar de Melhor Documentário em 1969, embora este tenha sido posteriormente revogado porque o filme foi lançado em 1967 e, portanto, não era elegível. O documentário é o único filme na história a ter seu Oscar revogado. A atriz e cantora Vicki Lawrence, mais tarde do The Carol Burnett Show, também pode ser vista em números musicais. O filme estreou no Plaza Theatre em Kansas City em 21 de agosto de 1967, como um benefício para o Hospital Will Rogers.

## Trama
Um perfil do coral jovem de Los Angeles The Young Americans, um grupo de estudantes adolescentes do ensino médio e da faculdade que personificam um senso de integridade e patriotismo sob a direção de Milton Anderson, é dramatizado enquanto eles se preparam para uma turnê de apresentações de outono nos Estados Unidos de ônibus, e fazem planos para o que eles esperam que seja uma turnê europeia em seguida. O processo de audição e ensaio para um grupo que será reduzido a trinta e seis membros da turnê - metade homens, metade mulheres - é mostrado, com Anderson procurando por mais do que apenas vocalistas no grupo sendo um coral de show, com alguns desses membros, escolhidos ou não, mostrando e contando por que fazer parte do grupo é tão importante para eles. Eles são mostrados na turnê, que incluiria paradas em Boston, Nova York, uma feira estadual e a Penitenciária Estadual de Illinois , não apenas em apresentações, mas em situações sociais. Mas com um grupo de aproximadamente cinquenta pessoas, que também inclui organizadores de excursões, acompanhantes e membros da tripulação, nem sempre tudo corre bem, especialmente porque os adolescentes às vezes são apenas adolescentes, apesar do que as suas figuras de autoridade adultas querem ou esperam.
1. ↑  «Caso único na história: vencedor do Oscar teve que devolver a estatueta». Terra. Consultado em 15 de setembro de 2004